# Sa meilleure cliente
Pour plus de détails, voir Fiche technique et Distribution.
Sa meilleure cliente est une comédie française réalisée par Pierre Colombier, sortie en 1932 au cinéma.

## Fiche technique
- Titre : Sa meilleure cliente
- Réalisation : Pierre Colombier
- Scénario et dialogues : Madeleine Bussy, d'après une histoire de Louis Verneuil
- Décors : Jacques Colombier
- Musique : Marcel Pollet
- Son : Antoine Archimbaud
- Production : Pathé-Natan
- Distributeur d'origine : Pathé-Natan
- Pays d'origine : France
- Format : Noir et blanc -  Son mono - 1,37:1
- Genre : Comédie
- Durée : 87 minutes
- Date de sortie : 16 décembre 1932

## Distribution
- Elvire Popesco : Edwige, une femme qui afin de faire de la publicité pour la cure de jouvence qu'elle propose dans son salon de beauté, se fait passer pour la mère "rajeunie" de son amant
- René Lefèvre : Gaston, son amant et son associé dans le salon de beauté
- Hélène Robert : Hélène Charvin
- André Lefaur : Charvin
- Marcelle Monthil : Mademoiselle Yvonne
- Charles Prince-Rigadin : Larnois
- Henri Kerny : Martin
- Noël Darzal : Jimmy
- Yvonne Mirval : la vieille anglaise
- André Alerme
- Georges Bever
- Franck O'Neill
- Mercédès Brare
- Jeanne Juilla